# Epiphragma fuscinotum
Epiphragma fuscinotum är en tvåvingeart som beskrevs av Alexander 1931. Epiphragma fuscinotum ingår i släktet Epiphragma och familjen småharkrankar. Inga underarter finns listade i Catalogue of Life.